# Струмешница
 Тази статия е за река Струмешница.  За едноименното село вижте Струмешница (село).  За град Струмица в Северна Македония вижте Струмица.
Струмешница или Струмица (на македонска литературна норма: Струмица, на турски: Küçük Karasu, Кючук Карасу) е река в Северна Македония, общини Радовиш, Василево, Струмица и Ново село и Югозападна България, община Петрич.

## Географска характеристика
Десен приток на река Струма, дължината ѝ е 114 km, от които в Северна Македония 81 km и в България 33 km. Отводнява южните склонове на планините Плачковица и Огражден, североизточните склонове на планината Смърдеш и северните части на планината Беласица, Радовишкото и Струмишкото поле в Северна Македония и югозападната част на Петричко-Санданската котловина.
Река Струмешница извира под името Стара река на 1346 m надморска височина в планината Плачковица, в землището на село Шипковица, община Радовиш, Северна Македония. До град Радовиш тече на юг в дълбока долина, след което при града излиза от планината, завива на югоизток и навлиза в Радовишкото поле, а след около 10 km – в Струмишкото поле и постепенно завива на изток като запазва тази си посока до устието си. При ГККП Златарево навлиза в българска територия като тече в широка и плитка долина с множество меандри. Минава на около 2 km северно от град Петрич и се влива отдясно в река Струма, на 93 m надморска височина, на 2 km североизточно от село Митино. Почти по цялото си протежение в Струмишкото поле в Северна Македония и Петричкото поле в България коритото ѝ е коригирано с водозащитни диги.
Площта на водосборния басейн на реката е 1900 km2, което представлява 10,98% от водосборния басейн на река Струма. Границите на водосборния басейн са следните:
- на югозапад, запад, север и североизток – с водосборния басейн на река Вардар, вливаща се в Егейско море;
- на север – с водосборните басейни на реките Лебница и Рибник, десни притоци на Струма;
- на юг – с водосборните басейни на малки десни притоци на река Струма, стичащи се на юг от планината Беласица.

Основни притоци: → ляв приток, ← десен приток
В Северна Македония:
- → Пладнище
- → Плавия
- ← Возенска река
- ← Буковик
- ← Грабичка река
- → Турия (най-голям приток)
- → Азмак
- → Щука река
- ← Стара река
- ← Ломница
- ← Стара река
- → Сува река

В България
- ← Свигьовица
- ← Ремешница
- ← Ключка река (Липница)
- → Градешница
- ← Яворнишка река
- ← Камешница
- ← Коларовска река
- ← Иваник
- ← Луда Мара (Петричка река)

Река Струмешница има дъждовно, снежно и подземно подхранване със зимно-пролетно пълноводие (февруари) и лятно-есенно маловодие (август). Среден годишен отток при ГККП Златарево – 10,5 m3/s, при село Митино – 12,5 m3/s и абсолютно максимално водно количество от 290 m3/s.
По течението на реката са разположени общо 12 населени места, от които в Северна Македония – 9 населени места, в т.ч. 1 град и 8 села, а в България – 3 села.
Северна Македония
- Община Радовиш – Радовиш;
- Община Василево – Василево;
- Община Струмица – Добрейци, Просениково, Дабиля, Босилово, Еднокукево, Турново;
- Община Ново село – Ново Конярево;

България
- Област Благоевград

- Община Петрич – Струмешница, Първомай, Митино.

В Струмешница се въдят лин, кефал, мряна, скобар, щука и други.
По левия (северен) бряг на реката на българска територия, на протежение от 15,3 km от село Първомай до ГККП Златарево преминава участък от третокласен път № 198 от Държавната пътна мрежа Гоце Делчев – Петрич – ГККП Златарево.
В Радовишкото и Струмишкото полета в Северна Македония и в Петричкото поле в България голяма част от водите на реката се използват за напояване през горещите летни месеци.
На десния бряг на реката, на 8 km източно от границата с Северна Македония се намира Самуиловата крепост, една от забележителностите, включени в списъка на 100 национални туристически обекта. Тук се е състояла историческата Беласишка битка от 29 юли 1014 година между войските на българския цар Самуил и византийския император Василий II Българоубиец.

## Топографска карта
- Лист от карта K-34-81. Мащаб: 1 : 100 000.
- Лист от карта K-34-93. Мащаб: 1 : 100 000.
- Лист от карта K-34-94. Мащаб: 1 : 100 000.
- Лист от карта K-34-95. Мащаб: 1 : 100 000.